# 易先
易先（1365年—1427年），字太初，明朝湘陰人，明朝政治人物。

## 生平
永乐十六年（1418年），易先以国子监生授諒山府知府，有善政。歲滿還朝时，当地县百姓乞留。后下诏進秩三品，還任。越南後黎朝開國君主黎利率兵攻占諒山后，易先自缢身亡。

## 后代
易先殉国后他在谅山的家人和随从共十八人也投井尽忠，二儿子易升留在湖南湘阴老家繁衍生息，留存了家族血脉。当代中国文化学者、厦门大学教授易中天是易先的十八世孙。